# Jacqueline (pièce de théâtre)
Pour les articles homonymes, voir Jacqueline.
Jacqueline est une pièce de théâtre en trois actes de Sacha Guitry d'après la nouvelle Morte la bête d'Henri Duvernois, créée le 5 novembre 1921 au théâtre Édouard VII.

## Distribution
- Armand Berton : Lucien Guitry
- René Vincelon : O. Berthier
- Suzette : Yvonne Printemps
- Madame Villeroy : Betty Daussmond
- Marie : Charlotte Barbier